# Región de Los Lagos
Die Región de Los Lagos (Seenregion auf Deutsch) ist eine Region im südlichen Chile (ehemalige Region X). Sie liegt zwischen der Región de Los Ríos und der Región de Aysén. Die Hauptstadt und gleichzeitig auch größte Stadt der Region ist Puerto Montt. In der Region leben auf 48.584,5 km² 828.708 Einwohner, die zu 72,0 % in den urbanen Gebieten wohnen.

## Geschichte
Im Jahre 1544 erforschte Juan Bautista Pastene im Auftrag von Pedro de Valdivia die Gegend vom heutigen Valdivia. 1552 erreicht Pedro de Valdivia den Llanquihue-See. Die Gegend wurde von den Mapuche besiedelt. Es kam immer wieder zu schweren Kämpfen, welche die Spanier oft verloren. Das Gebiet südlich von Valdivia, außer der Insel Chiloé blieb deshalb lange von Spaniern unbesiedelt, da ihre Städte immer wieder bei Indianerangriffen zerstört wurden. Die Insel Chiloé blieb lange spanisch, auch nach der Unabhängigkeit. Sie konnte erst 1826 von Chile erobert werden. Ab 1846 besiedelten deutsche Einwanderer die Gegend um den Llanquihue-See. Sie gründeten auch die Hauptstadt Puerto Montt im Jahre 1853. Die Region hat später auch einer größeren Zahl von Schweizer Einwanderern eine neue Heimat geboten. 1960 wurde ein Großteil der Region von einem verheerenden Erdbeben in Mitleidenschaft gezogen. 2007 wurde die Provinz Valdivia ausgegliedert und zur eigenen Región de Los Ríos (XIV. Región) erhoben.

## Wirtschaft und Infrastruktur
Der Hafen Puerto Montt dient als Ausgangshafen für ganz Südchile. Die Landwirtschaft spielt neben dem Tourismus eine wichtige Rolle, insbesondere Vieh- und Milchwirtschaft. Aufgrund der vielen Seen und Küsten gehört auch die Fischerei zu den wichtigen Einnahmequellen. 
Die Panamericana hat einen ihrer Endpunkte in Quellón auf der Insel Chiloé. Gleichzeitig startet in Puerto Montt die Carretera Austral, die bis nach Villa O’Higgins in der Región de Aysén reicht. Langfristig soll sie bis nach Punta Arenas in der Región de Magallanes ausgebaut werden.
In der Región de Los Lagos gibt es drei Verkehrsflughäfen, der größte ist der Flughafen Puerto Montt El Tepual. Hinzu kommen der Flughafen Osorno und der Flughafen Mocopulli nahe Castro. 

## Geografie und Tourismus
Die Region X ist eines der am meisten frequentierten Touristengebiete in Chile. Die Landschaft ist von Seen, Flüssen und Wäldern durchzogen. Beispiele für die der Region ihren Namen gebenden Seen sind der 866 km² große Llanquihue-See, der der zweitgrößte See Chiles ist, sowie der Lago Rupanco und der Lago Todos los Santos. Außerdem gibt es in der Region eine Vielzahl an Vulkanen wie den Puyehue, den Osorno, den Calbuco und den Chaitén.
Osorno ist ein Zentrum der deutschen Einwanderer in der Region und war lange Zeit eine sehr deutsch geprägte Stadt. Bis heute mitteleuropäisch geprägt sind viele Ortschaften am Llanquihue-See, insbesondere Puerto Octay und Frutillar, sowie die alten Gutshöfe rund um den Llanquihue-See.
Der Hafen von Puerto Montt ist Ausgangspunkt für Reisen nach Feuerland und in die Magellanstraße. Die Insel Chiloé ist ebenfalls ein beliebtes touristisches Ziel, dort gibt es beispielsweise ein UNESCO-Welterbe, die Holzkirchen von Chiloé.
Der Süden der Region ist schwerer zu erreichen. Zum einen ist die dorthin führende Carretera Austral nicht durchgehend asphaltiert, zum anderen sind mehrere Fährfahrten durch die chilenischen Fjorde notwendig. Dort gibt es vor allem unberührten gemäßigten Regenwald.
In der Región de Los Lagos gibt es insgesamt 7 Nationalparks, die sich gut zum Wandern eignen. Im Norden befindet sich der Nationalpark Puyehue, am Llanquihuesee der Nationalpark Vicente Pérez Rosales. Südlich von Puerto Montt befinden sich die Nationalparks Alerce Andino und Hornopirén. In der Gegend von Chaitén liegt der Nationalpark Pumalín. Das Gebiet wurde zunächst vom US-amerikanischen Unternehmer und Umweltaktivisten Doug Tompkins und seiner Frau Kris aufgekauft und schließlich der chilenischen Regierung gespendet, um daraus einen Nationalpark entstehen zu lassen. Südlich davon befindet sich noch der schwer zugängliche Nationalpark Corcovado. Auch die Insel Chiloé hat einen Nationalpark, den Nationalpark Chiloé.

## Verwaltungsgliederung
| \| Provinz \| Verwaltungszentrum \| Kommune \| Einwohner (2017)[8] \| \| ---------- \| ------------------ \| ----------------------- \| ------------------- \| \| Chiloé \| Castro \| 01 Ancud \| 38.991 \| \| Chiloé \| Castro \| 02 Castro \| 43.807 \| \| Chiloé \| Castro \| 03 Chonchi \| 14.868 \| \| Chiloé \| Castro \| 04 Curaco de Vélez \| 3.829 \| \| Chiloé \| Castro \| 05 Dalcahue \| 13.762 \| \| Chiloé \| Castro \| 06 Puqueldón \| 3.921 \| \| Chiloé \| Castro \| 07 Queilen \| 5.385 \| \| Chiloé \| Castro \| 08 Quemchi \| 8.352 \| \| Chiloé \| Castro \| 09 Quellón \| 27.192 \| \| Chiloé \| Castro \| 10 Quinchao \| 8.088 \| \| Llanquihue \| Puerto Montt \| 11 Calbuco \| 33.985 \| \| Llanquihue \| Puerto Montt \| 12 Cochamó \| 4.023 \| \| Llanquihue \| Puerto Montt \| 13 Fresia \| 12.261 \| \| Llanquihue \| Puerto Montt \| 14 Frutillar \| 18.428 \| \| Llanquihue \| Puerto Montt \| 15 Llanquihue \| 17.591 \| \| Llanquihue \| Puerto Montt \| 16 Los Muermos \| 17.068 \| \| Llanquihue \| Puerto Montt \| 17 Maullín \| 14.216 \| \| Llanquihue \| Puerto Montt \| 18 Puerto Montt \| 245.092 \| \| Llanquihue \| Puerto Montt \| 19 Puerto Varas \| 44.578 \| \| Osorno \| Osorno \| 20 Osorno \| 161.460 \| \| Osorno \| Osorno \| 21 Puerto Octay \| 8.999 \| \| Osorno \| Osorno \| 22 Purranque \| 20.369 \| \| Osorno \| Osorno \| 23 Puyehue \| 11.667 \| \| Osorno \| Osorno \| 24 Río Negro \| 14.085 \| \| Osorno \| Osorno \| 25 San Juan de la Costa \| 7.512 \| \| Osorno \| Osorno \| 26 San Pablo \| 10.030 \| \| Palena \| Chaitén \| 27 Chaitén \| 5.071 \| \| Palena \| Chaitén \| 28 Futaleufú \| 2.623 \| \| Palena \| Chaitén \| 29 Hualaihué \| 8.944 \| \| Palena \| Chaitén \| 30 Palena \| 1.711 \| |                    |                         |                  |
| Provinz | Verwaltungszentrum | Kommune                 | Einwohner (2017) |
| Chiloé | Castro             | 01 Ancud                | 38.991           |
| Chiloé | Castro             | 02 Castro               | 43.807           |
| Chiloé | Castro             | 03 Chonchi              | 14.868           |
| Chiloé | Castro             | 04 Curaco de Vélez      | 3.829            |
| Chiloé | Castro             | 05 Dalcahue             | 13.762           |
| Chiloé | Castro             | 06 Puqueldón            | 3.921            |
| Chiloé | Castro             | 07 Queilen              | 5.385            |
| Chiloé | Castro             | 08 Quemchi              | 8.352            |
| Chiloé | Castro             | 09 Quellón              | 27.192           |
| Chiloé | Castro             | 10 Quinchao             | 8.088            |
| Llanquihue | Puerto Montt       | 11 Calbuco              | 33.985           |
| Llanquihue | Puerto Montt       | 12 Cochamó              | 4.023            |
| Llanquihue | Puerto Montt       | 13 Fresia               | 12.261           |
| Llanquihue | Puerto Montt       | 14 Frutillar            | 18.428           |
| Llanquihue | Puerto Montt       | 15 Llanquihue           | 17.591           |
| Llanquihue | Puerto Montt       | 16 Los Muermos          | 17.068           |
| Llanquihue | Puerto Montt       | 17 Maullín              | 14.216           |
| Llanquihue | Puerto Montt       | 18 Puerto Montt         | 245.092          |
| Llanquihue | Puerto Montt       | 19 Puerto Varas         | 44.578           |
| Osorno | Osorno             | 20 Osorno               | 161.460          |
| Osorno | Osorno             | 21 Puerto Octay         | 8.999            |
| Osorno | Osorno             | 22 Purranque            | 20.369           |
| Osorno | Osorno             | 23 Puyehue              | 11.667           |
| Osorno | Osorno             | 24 Río Negro            | 14.085           |
| Osorno | Osorno             | 25 San Juan de la Costa | 7.512            |
| Osorno | Osorno             | 26 San Pablo            | 10.030           |
| Palena | Chaitén            | 27 Chaitén              | 5.071            |
| Palena | Chaitén            | 28 Futaleufú            | 2.623            |
| Palena | Chaitén            | 29 Hualaihué            | 8.944            |
| Palena | Chaitén            | 30 Palena               | 1.711            |

## Fotogalerie

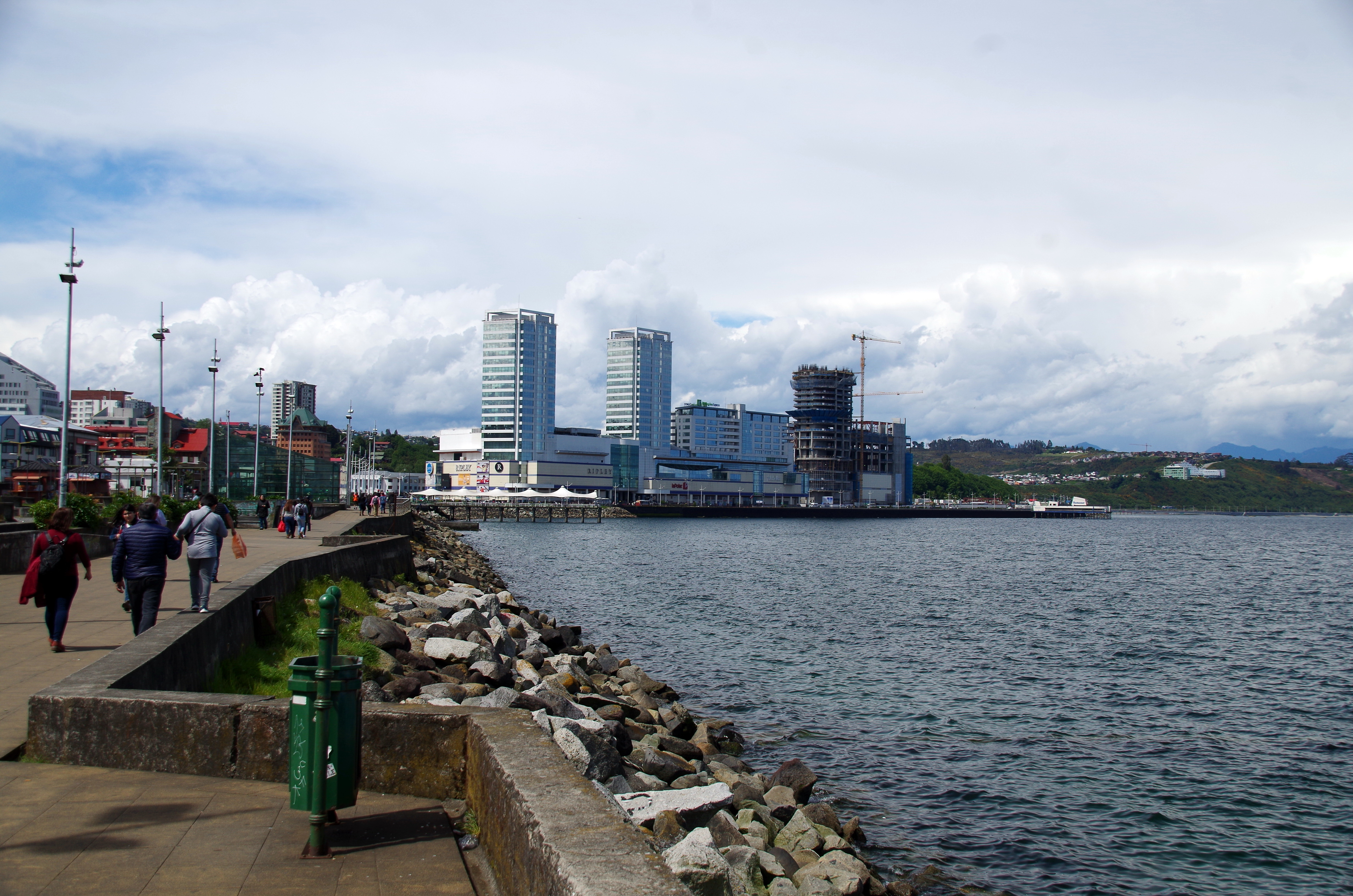
Puerto Montt, die Hauptstadt der Region
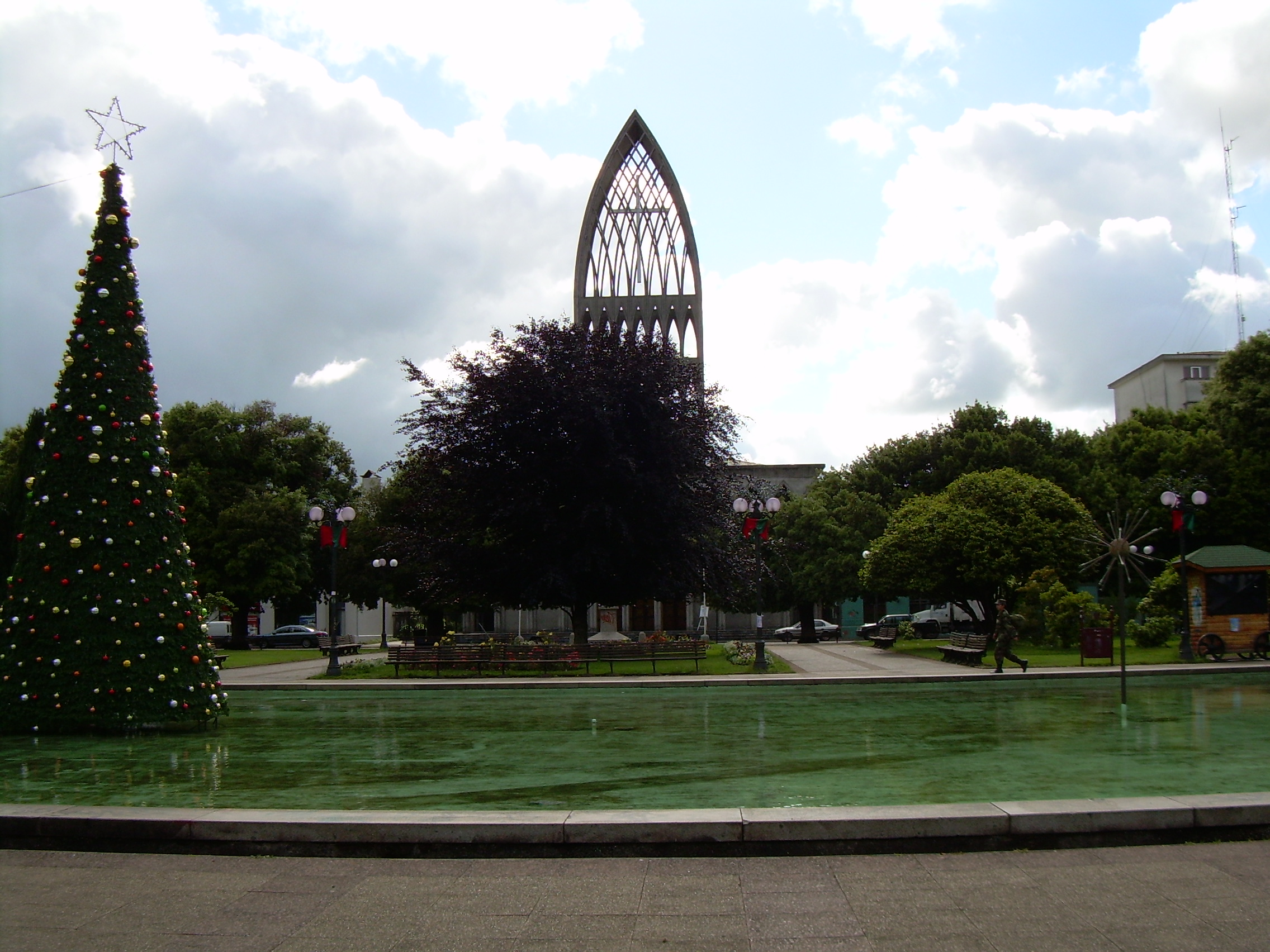
Der Plaza de Armas von Osorno
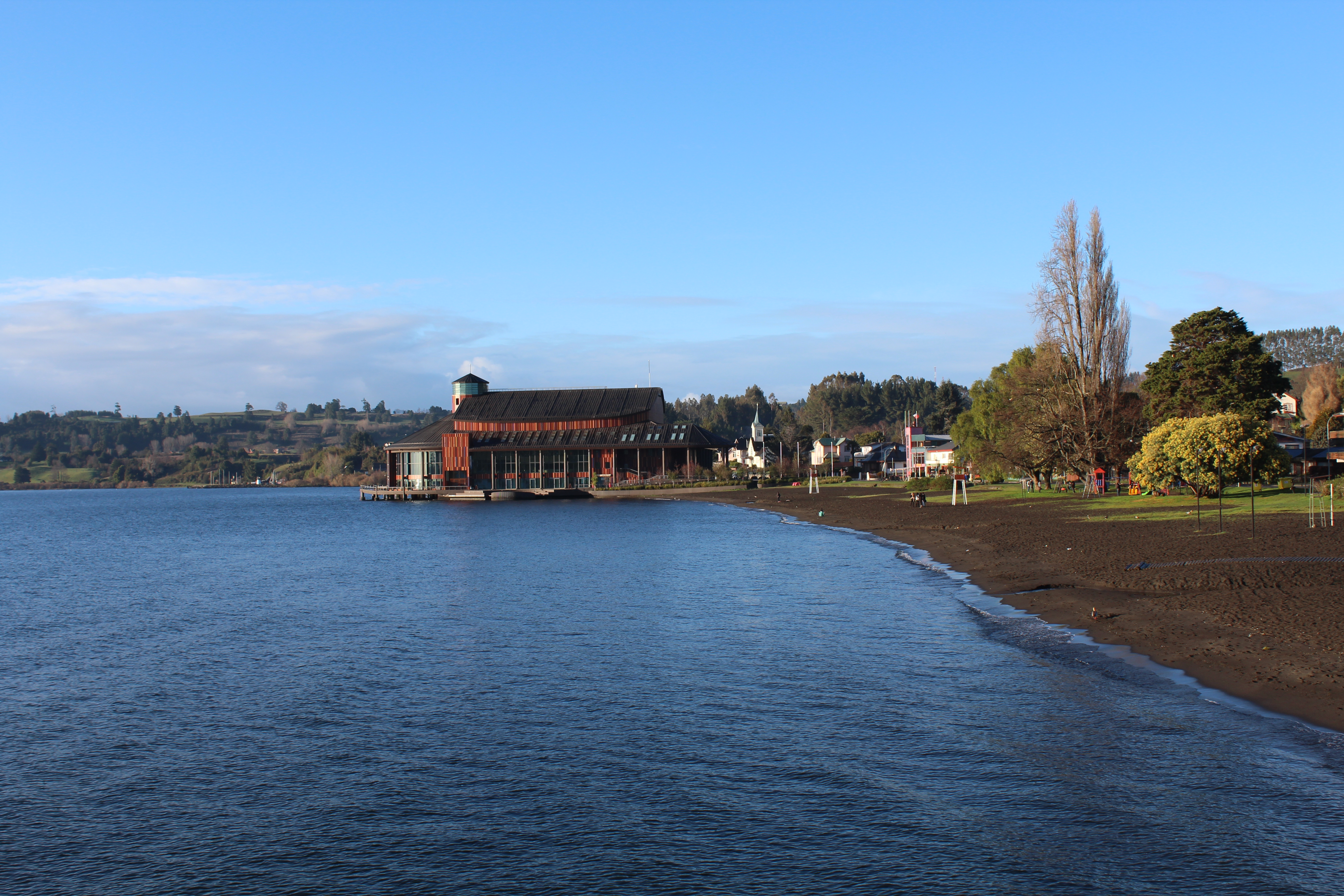
Das Teatro del Lago in Frutillar am Llanquihuesee
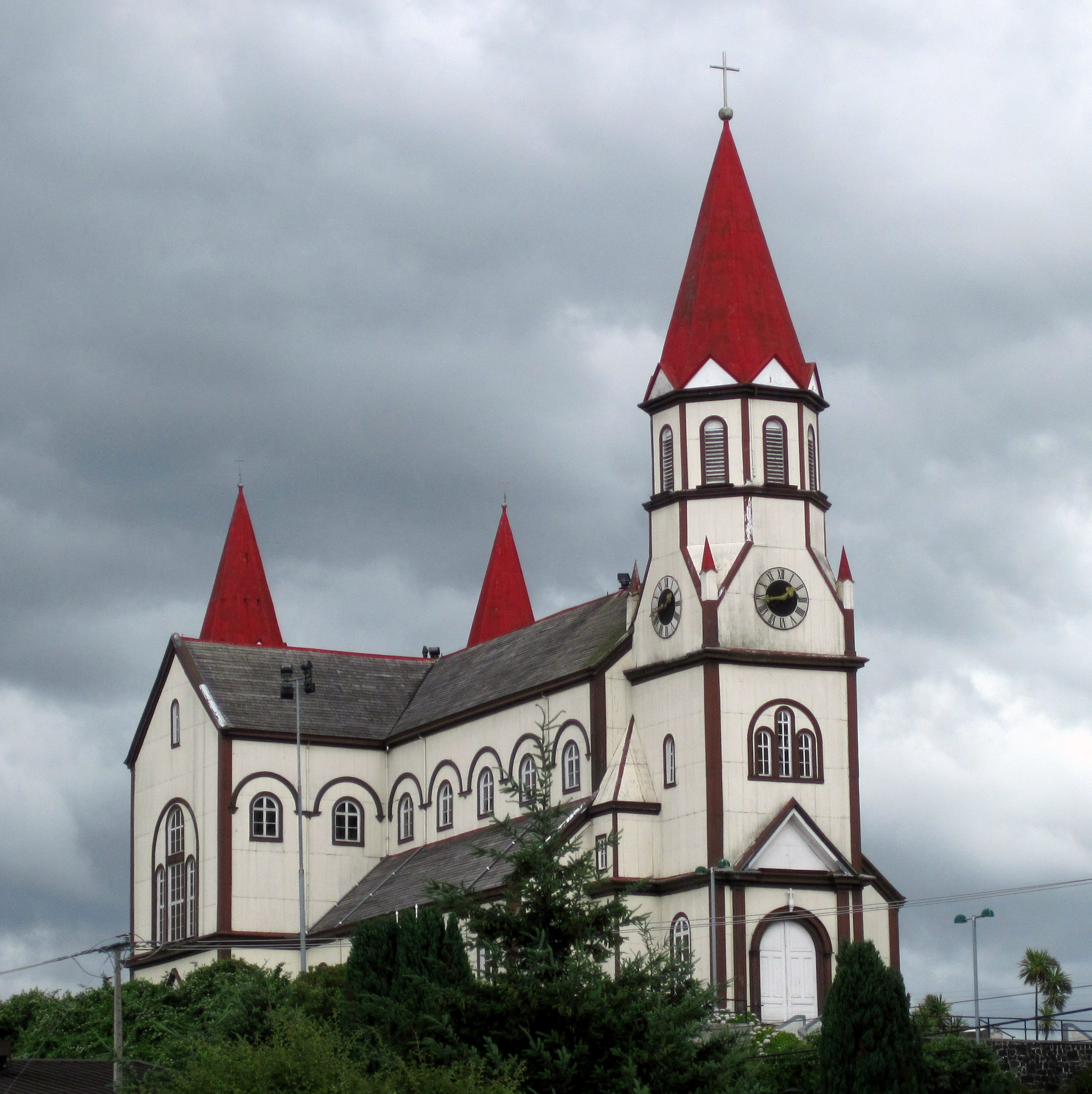
Die Kirche von Puerto Varas
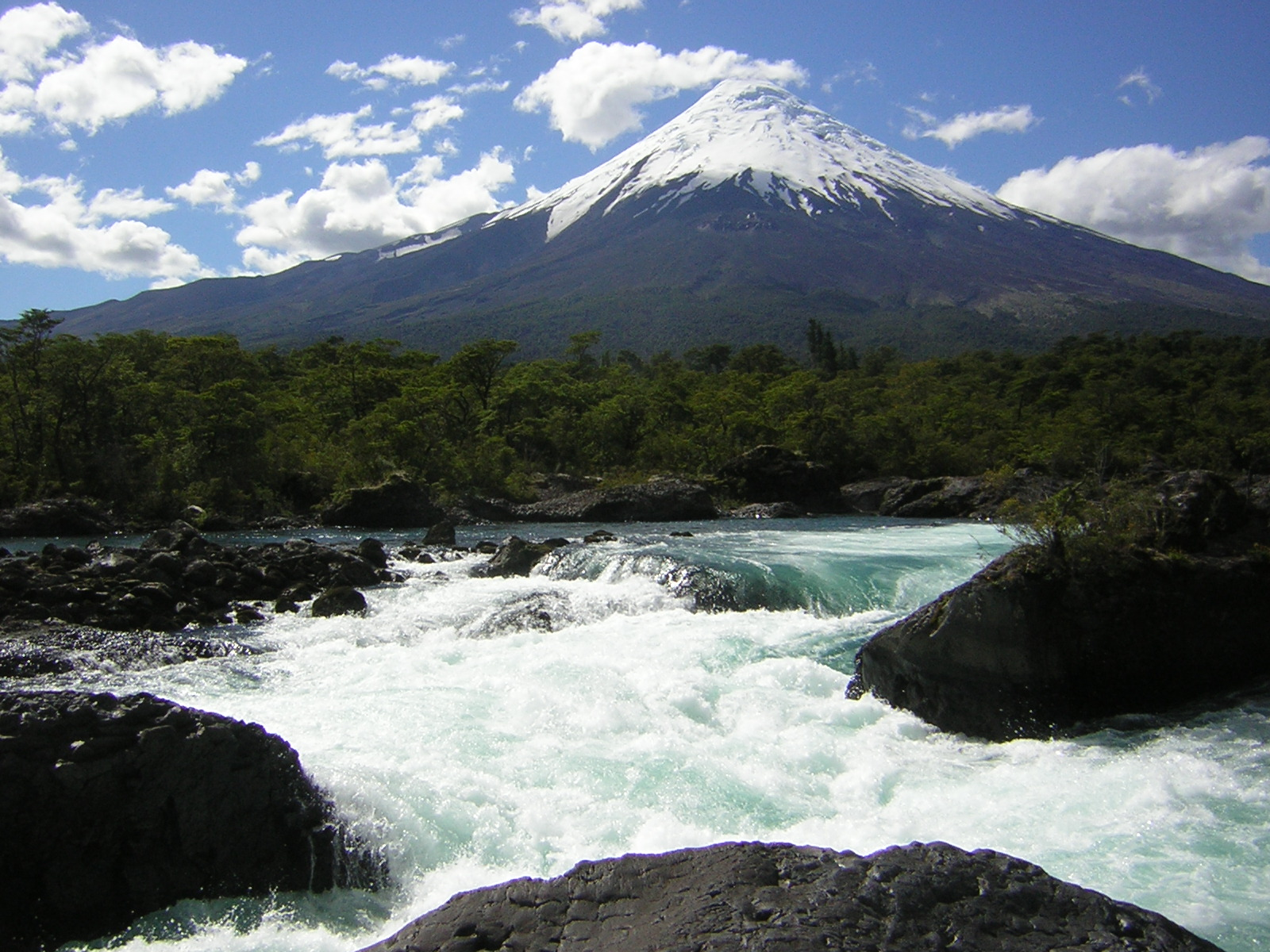
Der Vulkan Osorno und die Petrohué-Wasserfälle im Nationalpark Vicente Pérez Rosales
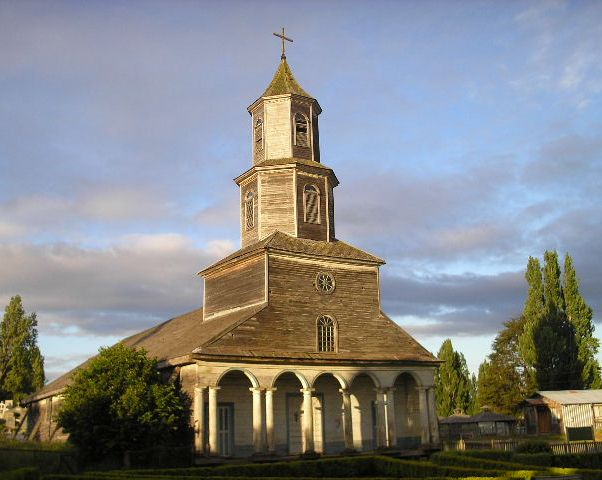
Eine der Holzkirchen von Chiloé
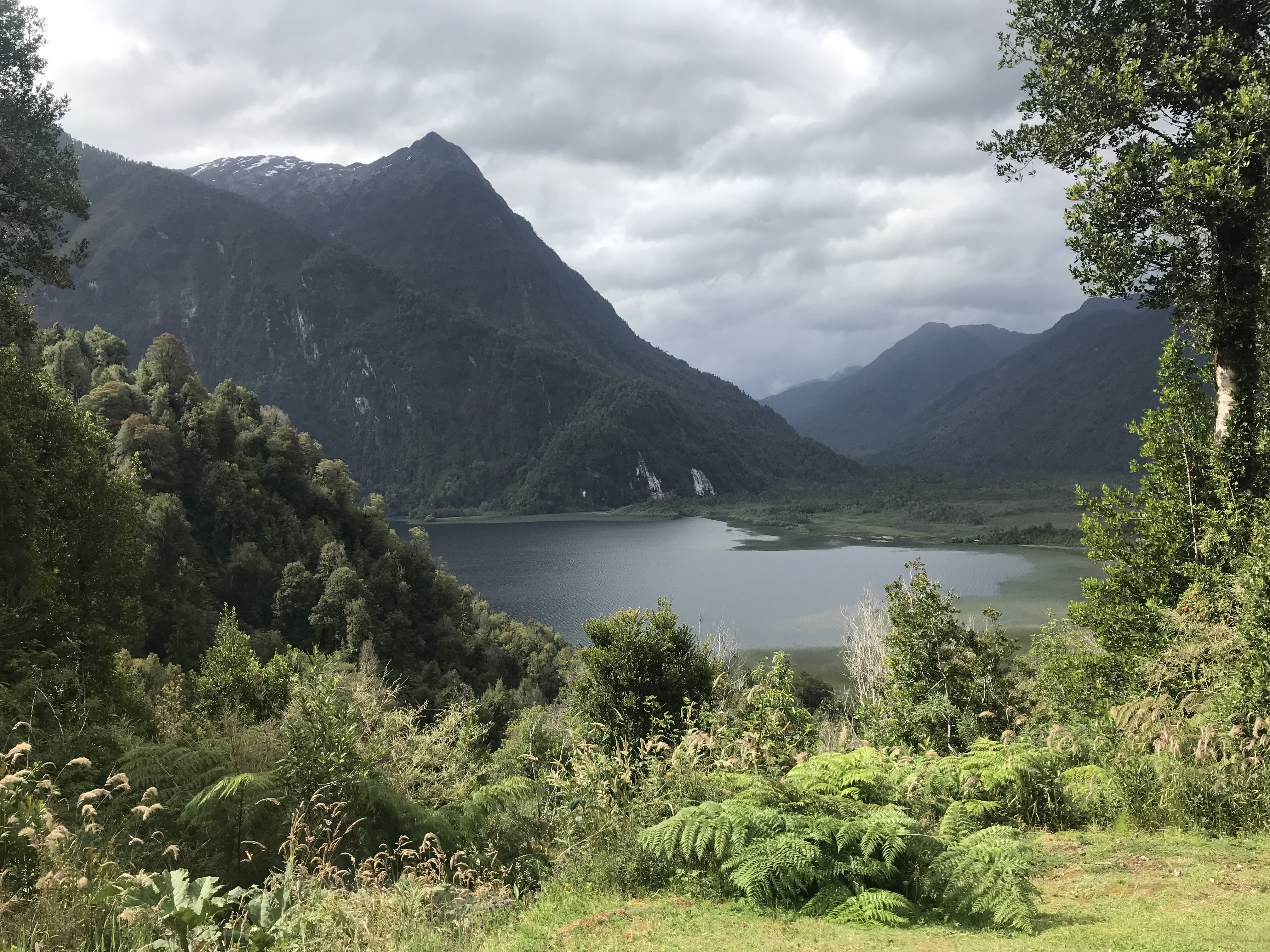
Regenwälder im Nationalpark Pumalín